# Mare de Déu de la Mercè (la Morera de Montsant)
Mare de Déu de la Mercè és una església del municipi de la Morera de Montsant (Priorat) protegida com a bé cultural d'interès local.

## Descripció
Es tracta d'una petita església d'una sola nau, amb presbiteri més alt que la resta del conjunt. La façana té un finestral allargat i un campanar d'espadanya de dos pisos, el primer dels quals és amb una arcada ogival i el segon d'obra de maó corresponent al període barroc.
L'església és bastida amb gres vermell, amb blocs de mides regulars que arriben al peu de l'espadanya. Tots els murs foren arrebossats, segurament al S.XVIII, quan es feren les noves esglésies i s'aixecà la segona espadanya. L'interior és tot enguixat i les formes han quedat extremadament dissimulades, mantenint una coberta amb volta de canó rebaixat.

## Història
No hi ha dades relacionades amb la construcció, però en funció de la instal·lació dels cartoixos, cal pensar que fou bastida a la fi del segle xii o principis del XIII i seria contemporània a l'església del monestir. L'acabament dins del període gòtic implicaria una construcció espaiada en el temps en funció de les necessitats o donatius rebuts.
Les obres d'enguixament i arrebossat exterior caldria datar-les a finals del S.XVII o inicis del S.XVIII, quan es varen dur a terme les obres de la Cartoixa es van fer obres a la cartoixa.